# Свой человек (фильм)
«Свой человек» (англ. The Insider) — фильм режиссёра Майкла Манна; основан на реальных событиях. 7 номинаций на премию «Оскар».
Сюжет психологической драмы «Свой человек» основан на реальных событиях первой половины 1990-х годов. И режиссёр Майкл Манн, и его вдохновитель доктор Джеффри С. Уайганд (Dr. Jeffrey S. Wigand) не раз публично заявляли, что художественная фикция в «Своём человеке» ограничена лишь именами супруги и детей доктора Уайганда, изменёнными по его просьбе.

## Сюжет
Доктор Уайганд — невольный инициатор крупнейшего в истории США корпоративного скандала, произведшего мировой резонанс. Будучи вице-президентом по исследованиям и развитию табачной компании Brown & Williamson, входящей в состав British American Tobacco, доктор Уайганд работал над задачей по созданию и внедрению в производство safer cigarettes — сигарет, способных снизить случаи возникновения бытовых пожаров (из-за непотушенных сигарет) и количество раковых заболеваний. Построив карьеру в среде здравоохранения в таких компаниях, как Pfizer и Merck, Уайганд заинтересовался задачей, а также объёмом компенсации — роскошный особняк, служебный автомобиль и зарплата $300 000 в год. Проведя несколько лет в научном центре B&W, доктор Уайганд узнал массу тайн, которые табачные компании намеренно скрывали от международной общественности. Ему стало понятно, что в XX веке курение унесло в несколько раз больше жизней, чем все войны того времени. В то же время руководство закрыло его программу, сославшись на то, что «это может негативно повлиять на продажи».
По стечению обстоятельств на доктора Уайганда вышел продюсер телепрограммы «60 минут» (CBS) — Лоуэлл Бергман, нуждавшийся в научной консультации. Их общение привело к тому, что Уайганд дал «60 минутам» эксклюзивное интервью, став первым высокопоставленным представителем табачной индустрии, открыто обнародовавшим тайны табачного бизнеса. Несмотря на развод с женой, осквернительную кампанию со стороны табачников, и встречные иски (доктору грозило 6 лет тюрьмы за разглашение корпоративной информации), Уайганд сумел доказать под присягой правдивость своей информации. Впоследствии его поступок привёл табачную индустрию к многомиллиардным убыткам и кризису, перевернувшим ход истории всей индустрии. Все табачные компании США были обвинены администрацией всех 50 штатов США «в беспрецедентном манипулировании сознанием национальной общественности в течение более 50 лет», и выплатили по судебным искам в общей сложности 246 миллиардов долларов.

## В ролях
| Актёр             | Роль               |
| ----------------- | ------------------ |
| Аль Пачино        | Лоуэлл Бергман     |
| Рассел Кроу       | Джеффри С. Уайганд |
| Кристофер Пламмер | Майк Уоллес        |
| Дайан Венора      | Лиана Уайганд      |
| Филип Бейкер Холл | Дон Хьюитт         |
| Линдсей Краус     | Шэрон Тиллер       |
| Деби Мейзар       | Дебби Де Лука      |
| Стивен Тоболовски | Эрик Кластер       |
| Колм Фиоре        | Ричард Скраггс     |
| Брюс Макгилл      | Рон Мотли          |
| Джина Гершон      | Хелен Каперелли    |
| Майкл Гэмбон      | Томас Сандефар     |
| Рип Торн          | Джон Скэнлон       |
| Клифф Кертис      | аятолла Фадлалла   |

## Награды и номинации
- 2001 — премия Лондонского кружка кинокритиков за лучшую мужскую роль (Рассел Кроу)
- 2000 — 7 номинаций на премию «Оскар»: лучший фильм (Майкл Манн, Питер Жан Брюгге), лучший режиссёр (Майкл Манн), лучшая мужская роль (Рассел Кроу), лучший адаптированный сценарий (Эрик Рот, Майкл Манн), лучшая операторская работа (Данте Спинотти), лучший монтаж (Уильям Голденберг, Пол Рубелл, Дэвид Розенблюм), лучший звук (Энди Нельсон, Даг Хэмфилл, Ли Орлофф)
- 2000 — 5 номинаций на премию «Золотой глобус»: лучший фильм — драма, лучший режиссёр (Майкл Манн), лучшая мужская роль — драма (Рассел Кроу), лучший сценарий (Эрик Рот, Майкл Манн), лучшая музыка к фильму (Лиза Джеррард, Питер Бурк)
- 2000 — премия «Выбор критиков» за лучшую мужскую роль (Рассел Кроу), а также номинация за лучший фильм
- 2000 — 2 премии «Спутник»: лучший фильм — драма, лучший режиссёр (Майкл Манн), а также 4 номинации: лучшая мужская роль — драма (Рассел Кроу и Аль Пачино), лучшая мужская роль второго плана — драма (Кристофер Пламмер), лучший монтаж (Уильям Голденберг, Пол Рубелл)
- 2000 — номинация на премию BAFTA за лучшую мужскую роль (Рассел Кроу)
- 2000 — номинация на премию Гильдии киноактёров США за лучшую мужскую роль (Рассел Кроу)
- 2000 — номинация на премию Гильдии режиссёров США за лучшую режиссуру художественного фильма (Майкл Манн)
- 2000 — почётная премия Гильдии сценаристов США (Эрик Рот, Майкл Манн), а также номинация за лучший адаптированный сценарий (Эрик Рот, Майкл Манн)
- 1999 — 2 премии Национального совета кинокритиков США: Свобода самовыражения (Майкл Манн), лучшая мужская роль (Рассел Кроу), а также попадание в десятку лучших фильмов года

## Оценки
Фильм включен в двадцатку лучших фильмов с 1992 года по версии Квентина Тарантино.